# Arnulf Zitelmann
Arnulf Zitelmann (* 9. März 1929 in Oberhausen-Sterkrade; † 8. Juli 2023) war ein deutscher Schriftsteller und Theologe. Sein Hauptwerk teilte sich in Jugendromane und Sachbücher, darunter mehrere Biographien von Persönlichkeiten, die für Philosophie oder Theologie prägend waren. Er war ein mutmaßlicher Missbrauchstäter.

## Leben
Arnulf Zitelmann verbrachte als zweitjüngstes von fünf Geschwistern seine Kindheit zunächst im Ruhrgebiet. Sein Vater stammte aus einer Frankfurter Kaufmannsfamilie, seine Mutter war eine Fürsorgerin und stammte aus einer Arbeiterfamilie. Nach zwölf durch den Zweiten Weltkrieg bedingten Schulwechseln machte er 1949 sein Abitur am humanistischen Landgraf-Ludwigs-Gymnasium in Gießen. Anschließend studierte er 1949 bis 1955 Evangelische Theologie, Philosophie, Germanistik und Psychologie in Marburg und Heidelberg. Es folgte das Predigerseminar in Friedberg im Jahr 1955, anschließend ein Gemeindepraktikum in Rüsselsheim und schließlich das Predigerseminar in Herborn im Jahr 1956. 1956 heiratete er die Kindergärtnerin Dietlinde Hock.
1957 wurde Zitelmann ordiniert und arbeitete bis 1959 in Frankfurt am Main; anschließend von 1959 bis 1961 als Pfarrer in Burg bei Herborn. In dieser Zeit machte er ein Fernsehpraktikum beim Hessischen Rundfunk und besuchte ein journalistisches Fortbildungsseminar. 1961 wechselte er auf eine Pfarrstelle in Frankfurt am Main und 1971 auf eine in Messel (Landkreis Darmstadt-Dieburg). Von 1977 bis 1992 war er Religionslehrer am humanistischen Ludwig-Georgs-Gymnasium in Darmstadt, zu Zitelmanns Schülern gehörte seinerzeit auch der Schauspieler Matthias Matschke. Er war an der Ausarbeitung von Richtlinien für den Sexualkundeunterricht beteiligt und warb um Verständnis für Pädophile, die er „Kinderfreunde“ nannte und die „oft ganz ungefährlich und harmlos“ seien: „Sie stehen z. B. im Gebüsch und wollen nur ihr Glied anderen Leuten und Kindern zeigen.“
Nach seiner Pensionierung lebte er bis zu seinem Tod als freier Schriftsteller in Ober-Ramstadt.
Arnulf Zitelmann hatte drei Töchter und einen Sohn, den Historiker und Journalisten Rainer Zitelmann. Die älteste Tochter starb 1986 durch Suizid.

## Missbrauchsvorwürfe
Ein Artikel in der Wochenzeitung Die Zeit vom 18. Januar 2024, was zuvor in Kreisen der Evangelischen Kirche in Hessen und Nassau (EKHN) bekannt war: Die jüngste Tochter erhob seit den 1990er Jahren gegen Zitelmann Vorwürfe der sexualisierten Gewalt. 1999 unterrichtete ein Pfarrer den für Zitelmann zuständigen Dekan der EKHN über den Missbrauch, ohne dass dies zu Konsequenzen führte.
Erst im Jahr 2010 strengte die EKHN in dieser Sache ein Disziplinarverfahren gegen Zitelmann an. Doch zwei Jahre darauf wurde das kircheninterne Ermittlungsverfahren ergebnislos eingestellt. Dem Präsidenten der EKHN, Volker Jung, zufolge befand sich die Kirche in einem Dilemma, da wegen Verjährung keine Schuldfeststellung im rechtlichen Sinn erfolgt war. 2022 wurden die Taten von der Kommission für Anerkennungsleistungen der Evangelischen Landeskirche in Hessen und Nassau anerkannt. Der Tochter wurde ein Betrag von 130.000 EUR als Entschädigung ausgezahlt.
Zitelmann wurden noch im Januar 2024 postum der ihm 1994 zuerkannte Große Preis der Deutschen Akademie für Kinder- und Jugendliteratur aberkannt, ebenso der Friedrich-Bödecker-Preis.

## Literarisches Schaffen
Seiner ersten Veröffentlichung mit dem Handbuch Didaktik der Sexualerziehung (1970) folgten Arbeiten zur Prozesstheologie und weitere Sachbücher.
Parallel dazu veröffentlichte er zahlreiche belletristische Werke. So thematisieren seine sich an Jugendliche wendenden, meist historischen Romane die biblische und hellenistisch-römische Antike wie auch das Mittelalter und die Zeit des Nationalsozialismus. Die aus der jeweiligen Alltagswelt entwickelten Hauptfiguren machen Geschichte „von unten“ erfahrbar. Der Autor selbst charakterisierte diese Werke als „theologisch-philosophische Abenteuerromane“. Zitelmanns Leitmotiv, Anderen und Anderem gegenüber offen zu sein und friedlich zu begegnen, war auch Thema seiner Romane, die (bei Veröffentlichung) in der Gegenwart spielten oder die Zukunft als Science Fiction vorwegnahmen. Viele seiner Romane wurden in mehrere Sprachen übersetzt.
Zitelmann erhielt für sein Schaffen zahlreiche Preise und Auszeichnungen. Von der Kritik wurden insbesondere die quellengenaue Sachkenntnis und eingängige Schreibweise seiner Werke gelobt. Dies gilt speziell für seine sich an Jugendliche wie an Erwachsene richtenden Biographien zu Persönlichkeiten wie Immanuel Kant, Georg Christoph Lichtenberg und Martin Luther.
Arnulf Zitelmann war Mitglied im PEN-Zentrum Deutschland.

## Auszeichnungen und Ehrungen
- 1984: In der Auswahlliste für den Deutschen Jugendliteraturpreis: Widerrufen kann ich nicht
- 1985: In der Auswahlliste für den Deutschen Jugendliteraturpreis: Keiner dreht mich um
- 1991: Kalbacher Klapperschlange für Paule Pizolka
- 1992: Gustav-Heinemann-Friedenspreis für Paule Pizolka
- 1994: Friedrich-Bödecker-Preis (2024 aberkannt)[10]
- 1994: Großer Preis der Deutschen Akademie für Kinder- und Jugendliteratur (2024 aberkannt)[9]
- 1996: Friedrich-Gerstäcker-Preis für Unterwegs nach Bigorra
- 1999: Bundesverdienstkreuz am Bande

## Werke (Auswahl)

### Belletristik
- Kleiner Weg. Abenteuer-Roman aus der Frühzeit. 1978, 2004, ISBN 3-407-78039-7
- Zwölf Steine für Judäa. 1979, 2002, ISBN 3-407-78520-8
- Unter Gauklern. Abenteuer-Roman aus dem Mittelalter. 1980, 2002, ISBN 3-407-78477-5
- Der Turmbau zu Kullab. Abenteuer-Roman aus biblischer Zeit. 1982, 2002, ISBN 3-407-78521-6
- Jenseits von Aran. Abenteuer-Roman aus Alt-Irland. 1984, 2004, ISBN 3-407-80131-9
- Bis zum 13. Mond. Eine Geschichte aus der Eiszeit. 1986, 2003, ISBN 3-407-78557-7
- Nach dem Großen Glitch. Abenteuer-Roman aus der Zukunft. 1987 (8. Aufl. 1996), ISBN 3-407-78024-9
- Hypatia. 1988, 2004 ISBN 3-407-78639-5 (siehe auch Philosophin Hypatia)
- Paule Pizolka oder Eine Flucht durch Deutschland. Roman. 1991, 2004, ISBN 3-407-78768-5
- Mose, der Mann aus der Wüste. Roman. 1991, 2002, ISBN 3-407-80083-5
- Abram und Sarai. Roman. 1993, 1998, ISBN 3-407-79605-6
- Unterwegs nach Bigorra. Abenteuer-Roman aus dem frühen Mittelalter. 1994, 2001, ISBN 3-407-78445-7
- Kein Ort für Engel. Die Geschichte des Amos Filip. 1998, 2000, ISBN 3-407-78843-6
- Jonatan, Prinz von Israel. Roman aus der frühen Königszeit. 1999, ISBN 3-407-79798-2
- Sirrahs Träume. 2000, ISBN 3-407-78848-7
- Vor den Toren von Byzanz. Abenteuer-Roman aus dem Mittelalter. 2003, ISBN 3-407-78684-0
- Alica. Abenteuerroman aus der Antike. 2006, ISBN 3-407-80969-7
- Ich, Tobit, erzähle diese Geschichte. Ein Roman aus der Jesus-Zeit. 2009, ISBN 978-3-7941-8093-6
- Ketzerschwestern. Roman aus dem Mittelalter. 2011, ISBN 978-3-522-30266-1

### Sachbuch

#### Biografien
- Widerrufen kann ich nicht. Die Lebensgeschichte des Martin Luther. 1983, 2004, ISBN 3-407-80936-0
- Keiner dreht mich um. Die Lebensgeschichte des Martin Luther King. 1985, 2003, ISBN 3-407-78901-7
- Ich will donnern über sie! Die Lebensgeschichte des Thomas Müntzer. 1989, 1999, ISBN 3-407-78794-4
- Nur daß ich ein Mensch sei. Die Lebensgeschichte des Immanuel Kant. 1996, ISBN 3-407-80744-9
- Jedes Sandkorn ist ein Buchstabe. Die Lebensgeschichte des Georg Christoph Lichtenberg. 2001, 2002, ISBN 3-407-80883-6
- Keplers Welten. Johannes Kepler – Ein Lebensbild. Lau-Verlag, Reinbek 2016, ISBN 978-3-95768-171-3

#### Sonstige Werke
- Basisbibel. 1972, ISBN 3-407-35510-6
- Didaktik der Sexualerziehung : Handbuch für d. 1.–13. Schuljahr nach d. Empfehlungen d. KMK. 1973, ISBN 3-407-35303-0
- Die Weltreligionen. 2002, ISBN 3-593-36946-X
- Die Geschichte der Christen. 2004, ISBN 3-593-37413-7
- Die Welt der Griechen. 2008, ISBN 978-3-593-38536-5
- When Sky became Heaven, und wie Eva Großmutter wurde. 2015, ISBN 978-3-86888-104-2
- Gestern war heute. Die Welt der Mythen. 2016, ISBN 978-3-86888-109-7